# PDF/UA
PDF/UA (PDF/Universal Accessibility), formalmente conocido como ISO 14289, es una norma de la Organización Internacional de Normalización (ISO) que establece los requisitos para la accesibilidad en documentos PDF. Esta especificación técnica está dirigida a desarrolladores de software que crean o procesan archivos PDF y define los criterios necesarios para garantizar la accesibilidad en documentos y aplicaciones PDF.
Cuando se utiliza software compatible, el cumplimiento de la norma PDF/UA garantiza que las personas con discapacidad puedan acceder a documentos PDF mediante tecnologías de asistencia, como lectores de pantalla, magnificadores de pantalla, joysticks y otros dispositivos.
El 18 de febrero de 2015, la US Access Board anunció una propuesta de reglamentación sobre accesibilidad para el gobierno federal de los Estados Unidos (conocida como Sección 508), en la que se reconoce a PDF/UA como equivalente a las WCAG 2.0 para los contenidos pertinentes.

## Historia
El desarrollo de PDF/UA comenzó en 2004 como parte de un comité de estándares de AIIM. El wiki de PDF/UA, gestionado por esta organización, contiene agendas, actas de reuniones y documentos públicos relacionados con la evolución del estándar.
Desde 2005, el comité ha estado presidido por Duff Johnson. En 2009, el comité de AIIM se convirtió en el comité estadounidense para el proyecto ISO/AWI 14289, con Cherie Ekholm, de Microsoft, como líder del proyecto a nivel internacional.
El comité de Estados Unidos encabezó el desarrollo del estándar a lo largo de las fases WD (Working Draft), CD (Committee Draft), DIS (Draft International Standard) y FDIS (Final Draft International Standard), con la participación de los organismos miembros del comité técnico ISO/TC 171.
La versión ISO 14289-1:2012 (PDF/UA) fue publicada en julio de 2012, con una actualización menor (ISO 14289-1:2014) en diciembre de 2014. El documento está disponible en la tienda en línea de la ISO.
En octubre de 2012, la Biblioteca del Congreso de los Estados Unidos añadió PDF/UA a su lista de formatos recomendados para la preservación digital.
Adobe Systems, el principal desarrollador de software para archivos PDF interactivos, ha expresado su compromiso con la compatibilidad con PDF/UA.
En marzo de 2016, AIIM y ANSI publicaron PDF/UA como norma nacional estadounidense.
El comité estadounidense de AIIM también ha publicado los siguientes documentos de apoyo:
- Achieving WCAG 2.0 with PDF/UA[9]
- Guía técnica de implementación de PDF/UA-1: comprensión de la norma ISO 14289-1[10]
- Guía técnica de implementación de PDF/UA-1: comprensión de la norma ISO 32000-1 (PDF 1.7)[11][12]

## Descripción
PDF/UA no es un formato de archivo independiente, sino una forma de utilizar el formato estándar PDF (ISO 32000), desarrollado por Adobe Systems.
En general, PDF/UA requiere el uso de archivos PDF etiquetados (según ISO 32000-1, sección 14.8), pero añade requisitos adicionales, especialmente en lo que respecta a la corrección semántica de las etiquetas empleadas.
PDF/UA complementa las WCAG 2.0 y debe utilizarse para crear archivos PDF que también cumplan con dichas pautas.
La actualización de 2014 de PDF/UA, publicada en diciembre de ese año, fue el primer estándar totalmente accesible publicado por la ISO; el propio archivo PDF distribuido cumple con los requisitos de PDF/UA.